# Mad Dogs (serie televisiva 2011)
Mad Dogs è una serie televisiva britannica prodotta dal 2011 al 2013, di tre stagioni di quattro episodi ciascuna e una quarta stagione di due episodi a conclusione della storia, andata in onda su Sky 1 dal 10 febbraio 2011.
Prodotta da Left Bank Pictures è interpretata dagli attori John Simm, Marc Warren, Max Beesley e Philip Glenister. Gli episodi della prima stagione sono diretti da Adrian Shergold, quelli della seconda da James Hawes. Tre filmati da trenta secondi sono stati prodotti e trasmessi sui canali Sky per essere impiegati come promozione fin dall'11 gennaio 2011.

## Trama
La storia segue le vicende di quattro amici di mezza età che si trovano in una villa a Maiorca e che finiscono catapultati nel mondo della criminalità dopo l'assassinio del loro ospite.

## Personaggi e interpreti
- Baxter, interpretato da John Simm.
- Rick, interpretato da Marc Warren.
- Woody, interpretato da Max Beesley.
- Quinn, interpretato da Philip Glenister.
- Alvo, interpretato da Ben Chaplin.
- María, interpretata da María Botto.

## Trasmissione
La prima puntata è stata vista da circa 967,000 spettatori raggiungendo il 4% di audience, seconda in serata solo ad una replica di EastEnders sulla BBC Three e vista da un milione circa di spettatori.